# IPod classic

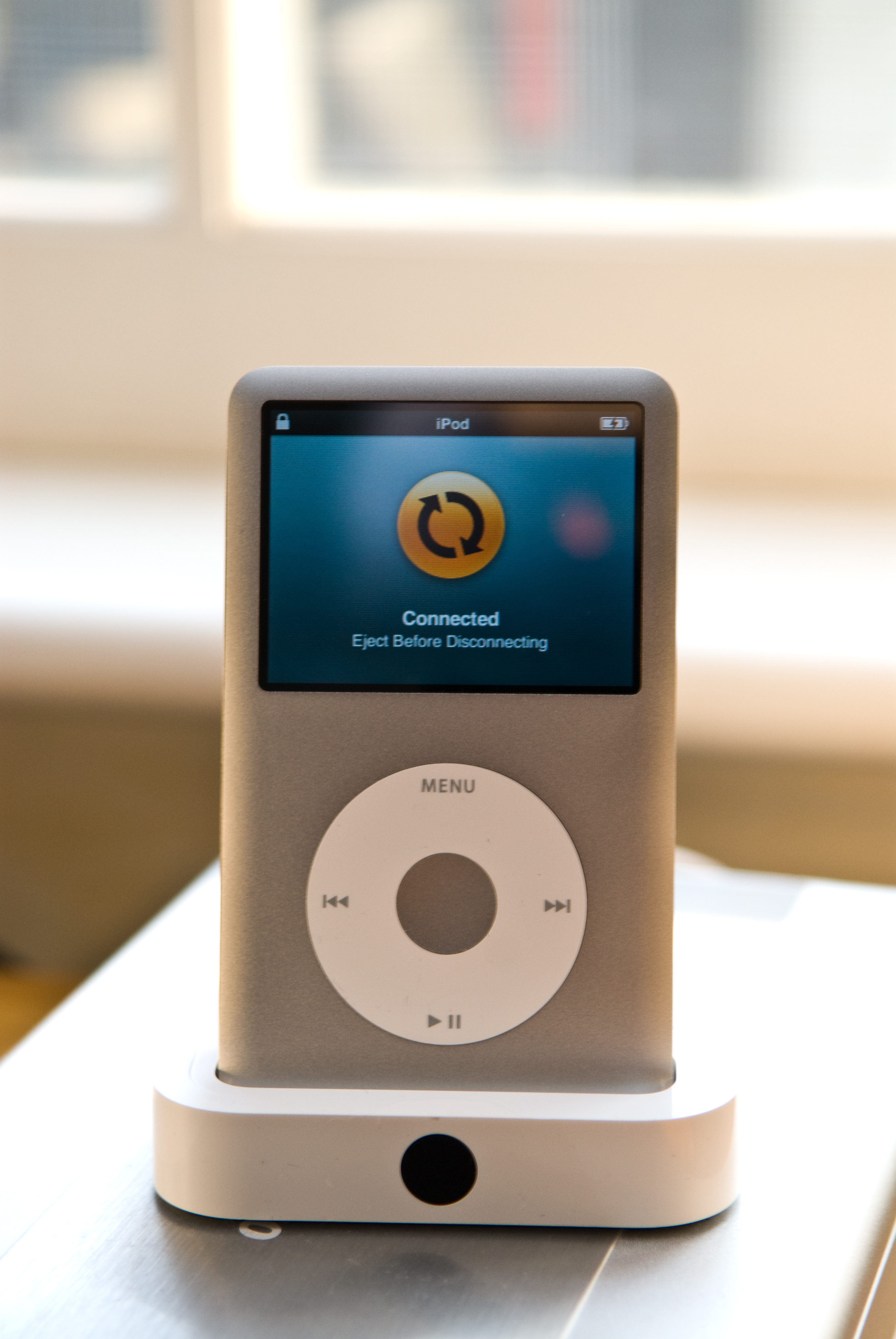
最後一代的iPod classic

iPod Classic是由蘋果公司設計發售的可攜式媒體播放器，屬於iPod產品線的一部份。使用上，由中央滾輪（Click Wheel）操作，使用硬碟作為儲存媒介。iPod classic一開始僅稱為iPod，第五代加上影片播放功能後稱為"iPod video"，在第六代以後才加上"classic"以與其他iPod區別。第一代的iPod是在2001年上市。
现在共有6個世代的iPod存在，分別為：1G（一代）、2G（二代）、3G（三代）、4G（四代）、5G（五代，又稱iPod video）和6G（六代，至此之後都稱為iPod classic）。
在任一代iPod中，以硬盘容量的不同来区分不同型号，在市场上则反应为不同的售价。如在第三代中，同时存在三种不同容量的iPod，在美国的价格分别是$299、$399和$499。最後銷售的第六代iPod classic改良二版：使用160GB硬碟，售價249美元。注意：苹果电脑所声称1GB的储存容量能放250首4分钟的歌曲，是在使用iTunes软件把歌曲编码为128Kb/s的AAC文件的情况下。编码歌曲时使用更高的速率将使用更多的硬碟空间。在此比率测试下，当前30GB的iPod在苹果电脑的定义下能储存大约7500首歌曲。
2014年9月，苹果公司将iPod classic从其官方网站在线商店下架，但并未发表任何声明。iPod classic自此退出市场。

## 歷代機種

### 第一代

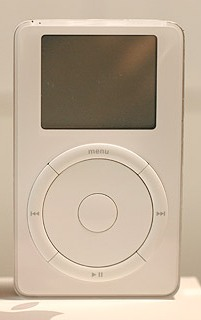
第一代iPod

2001年10月23日首次發表的iPod，搭載了5GB容量的硬碟（可存放約1000首歌曲），定價為399美元。當時評論家認為其價格過高，但是iPod卻在市場上很快的造成流行。操控方面採用了「Scroll Wheel」機械式轉盤控制，是由Synaptics公司開發。
在2002年3月又发表了10GB（約2000首歌曲）的版本，定價為499美金。5GB機型的背面沒有標示出容量，到了10GB版本推出後才有容量的識別。

### 第二代

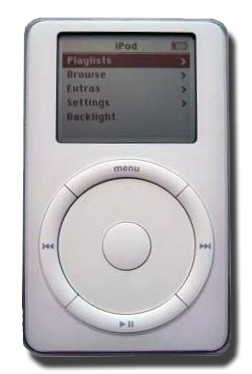
第二代iPod

在2002年7月17日的MacWorld上正式發表了第二代的iPod，容量分別為10GB（約2000首歌）和20GB（約4000首歌）。使用了稱為「Touch wheel」的觸摸式感應操縱方式（也由Synaptics开发制造），可以直接感应使用者手指的圆周运动，並取代了原本機械式的按鈕。使用了東芝製造的新微型硬碟，20GB機型的體積和重量比初代的10GB機型更為輕薄。二代同时推出了適用於Windows版的iPod，但因为还没有Windows版的iTunes，当时使用的管理软件是"MusicMatch Jukebox"。

### 第三代

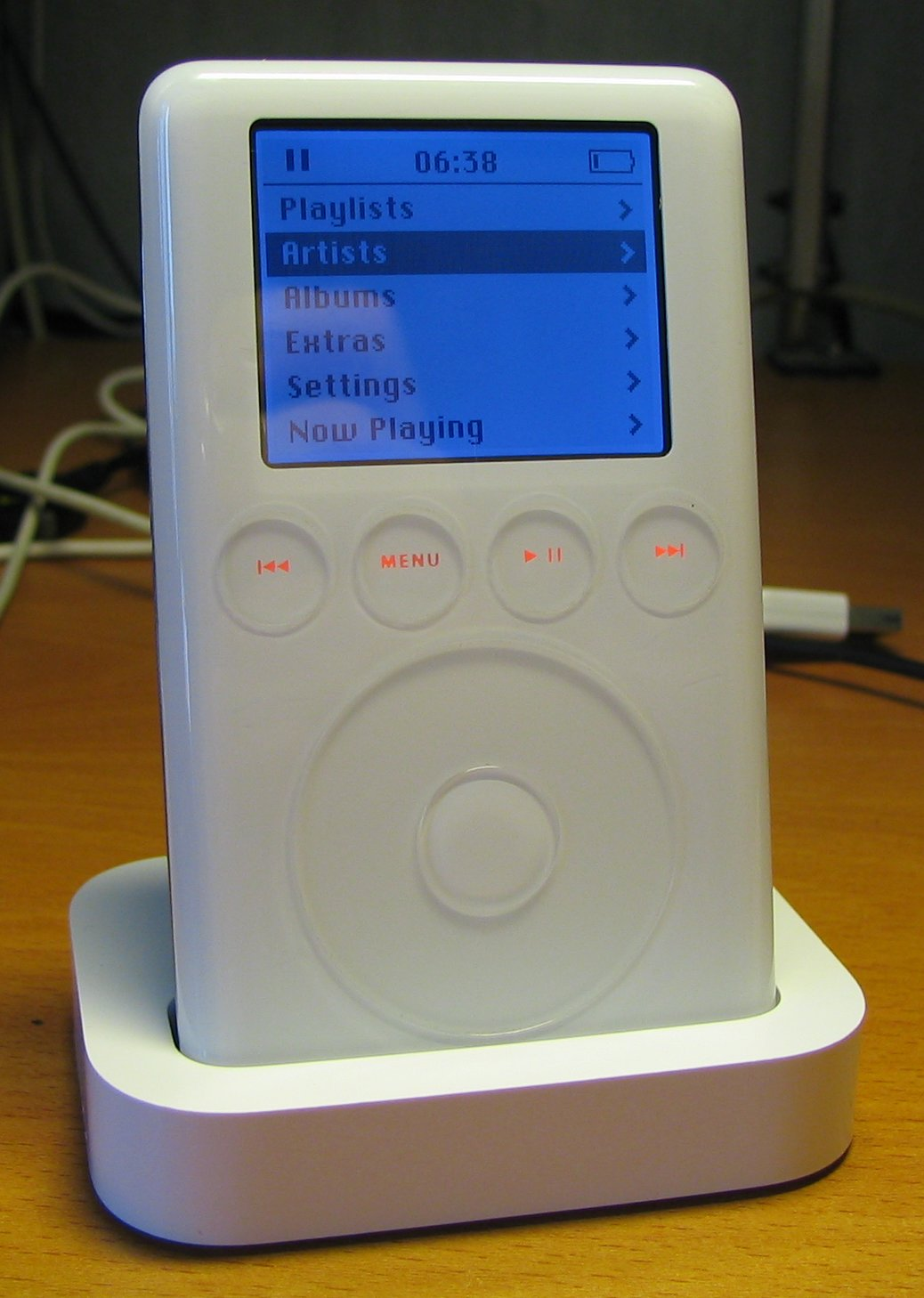
第三代iPod

在2003年4月28日，蘋果電腦的首席执行官史蒂夫·乔布斯發表一款「極薄」的iPod。容量分別為10GB（約2000首歌）、15GB（約3700首歌）、30GB（約7500首歌）。在2003年9月時，又將15GB的機型升級為20GB（約5000首歌）、30GB的升級為40GB（約10000首歌），而價格則沒有改變。
從三代開始，iPod改為可同時支援Mac和Windows，不再區分包裝。所有iPod出貨時皆格式化為Mac格式，但在隨附的光碟片中包括了Windows版本的軟體，可以將iPod重新格式化為Windows格式。
第三代的iPod機身上也取消了FireWire連接埠，改為形狀較為扁平的一種30針連接埠，稱為「Dock Connecter」。可與同時新推出的iPod Dock底座連結。除了10GB的機型之外，所有的第三代iPod皆有隨包裝附上Dock底座。
以前圍繞在轉盤四周的機械式按鈕，改為橫向排列在在螢幕下方，並且和正中央的圓形按鈕一起改為觸控式，其原理是透過觸碰時產生的靜電。螢幕下方四個按鈕有橘色的背光，這是只出現在第三代iPod中的設計。
在蘋果網路商店（Apple Store）購買時，同時也提供了自定蝕刻服務，消費者可以在背後自定兩行用激光蝕刻的文字，這項服務至今仍是免費的。

### 第四代

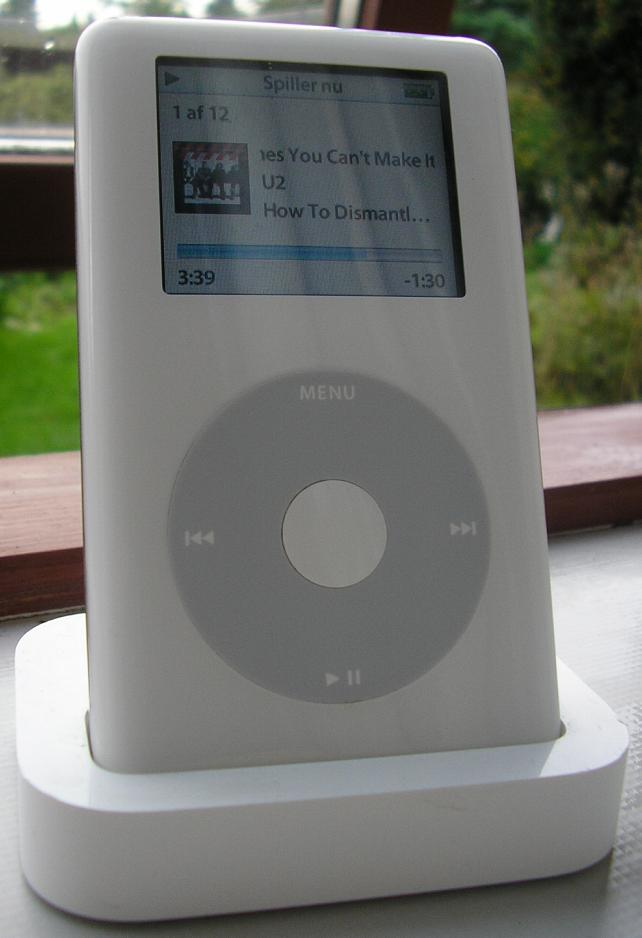
第四代iPod

蘋果電腦在2004年7月19日發表了第四代的iPod。史提夫·賈伯斯以新的宣傳方法進行發表，他在被《新聞週刊》（Newsweek）雜誌專訪並拍攝封面時，發表了新的iPod。
與舊款最大的差異點，是沿用了原本在iPod mini上的「Click Wheel」操縱設計。「播放」等按鈕又改回機械式的開關。

部份消費者批評新的iPod取消了三代的背光按鈕，但是大多數的使用者認為，由於按鈕改為直接配置在圓形控制板的四周，因此沒有裝設背光的必要。
苹果电脑也更新了iPod的软件，能更有效率地使用电池，也將電池壽命（播放時間）增加為12小时。此外其他的修改包括在主選單中加入了「隨機播放」（Shuffle Songs）選項，讓使用者操作時能更加方便。而在多數使用者的要求下，蘋果電腦在2005年2月23日發表了新的iPod韌體，讓一代至三代的iPod能夠使用新的選單。
最初，四代iPod只有黑白屏幕，且与它的前辈一样没有照片功能。最早发布了两款：售$299的20GB和$399的40GB（蘋果电脑在2005年2月停止销售40GB的版本，只销售黑白的20GB版本）。黑白的四代iPod，比三代薄了一点（少于1毫米），并提供了通过USB接口充电的能力。

#### iPod Photo/iPod With Color Display
苹果在2004年10月28日推出iPod photo（原名iPod Photo，在销售一个月后，把大写的P'改为符合iPod系列命名规则的小写字母p）。它使用了65536色，220x176点的彩色屏幕，并具有储存和显示JPEG、BMP、GIF、TIFF和PNG图片的能力。它比标准的第四代iPod厚了1毫米，iPod photo可以在每次充电后播放15小时的音乐。iPod photo起始包括40GB和60GB版本，分别售$499和$599。
在2005年2月23日，Apple停止销售包括火线、USB和底座的40GB型号，推出了低价的30GB型号，并调低了60GB型号的价格。但与一代photo不同的是，降价后的60GB和新30GB版本缺少底座、火线线缆、便携外壳和AV线缆（配件价值大约$120）。
苹果于2005年6月28日更新产品线，将iPod和iPod photo的产品线合二为一，将所有黑白屏幕型号都升级为彩色屏幕。20GB iPod现着具有iPod photo的所有功能，售$299，与前一代的黑白型号相同。60GB iPod的价格从$399降到$299，同时取消了30GB（售$349）的型号。苹果电脑将此系列改名為 iPod。随着新产品诞生，苹果电脑更新iTunes为4.9版，并添加了播客功能。
要管理iPod photo图片库，Macintosh用户使用iPhoto，而Windows用户使用Adobe Photoshop Album或Elements，或者使用有一些功能限制的免费iTunes的Windows版。iPhoto随新的Mac电脑附送，而Windows用户必须使用受功能限制的iTunes或购买Adobe的产品（带功能限制的Adobe Album可以在网上免费下载）。
从2005年6月28日起，iPod与USB线和电源适配器捆绑销售。受欢迎的可选配件包括底座、火线连线（用户能在USB场所中使用）、iPod视频线（在电视上观看照片），还有iPod Camera Connector（将数码相机上的照片传输到iPod上观看）。

#### iPod U2特别版

iPod U2特别版示意圖

在2004年10月28日，苹果电脑公布了iPod U2特别版。黑色的前面板配以红色的点击轮（U2专辑How to Dismantle an Atomic Bomb的颜色），它背后銀色鍍鉻處理的外殼上，刻有愛爾蘭知名搖滾樂團「U2」四位成員的簽名。除此以外，iPod U2特别版完全复制了四代iPod 20GB的型号。这款iPod包含了iTunes Music Store的优惠券，能折价$50购买包括400首U2音乐的“数码套装”－“The Complete U2”。
iPod U2于2005年6月28日升级为彩色屏幕。

#### 哈利·波特iPod
2005年9月7日，苹果发布了限定版的哈利·波特四代iPod，在背面用激光蚀刻霍格华兹标志。 与这款iPod发布的同时，在iTunes Music Store上销售哈利·波特的有声读物。唯一能买到哈利·波特iPod的方式是从网上，以$548的价格与哈利·波特有声读物一起购买（10月12日数据）。

### 第五代（iPod video）

#### 舊型

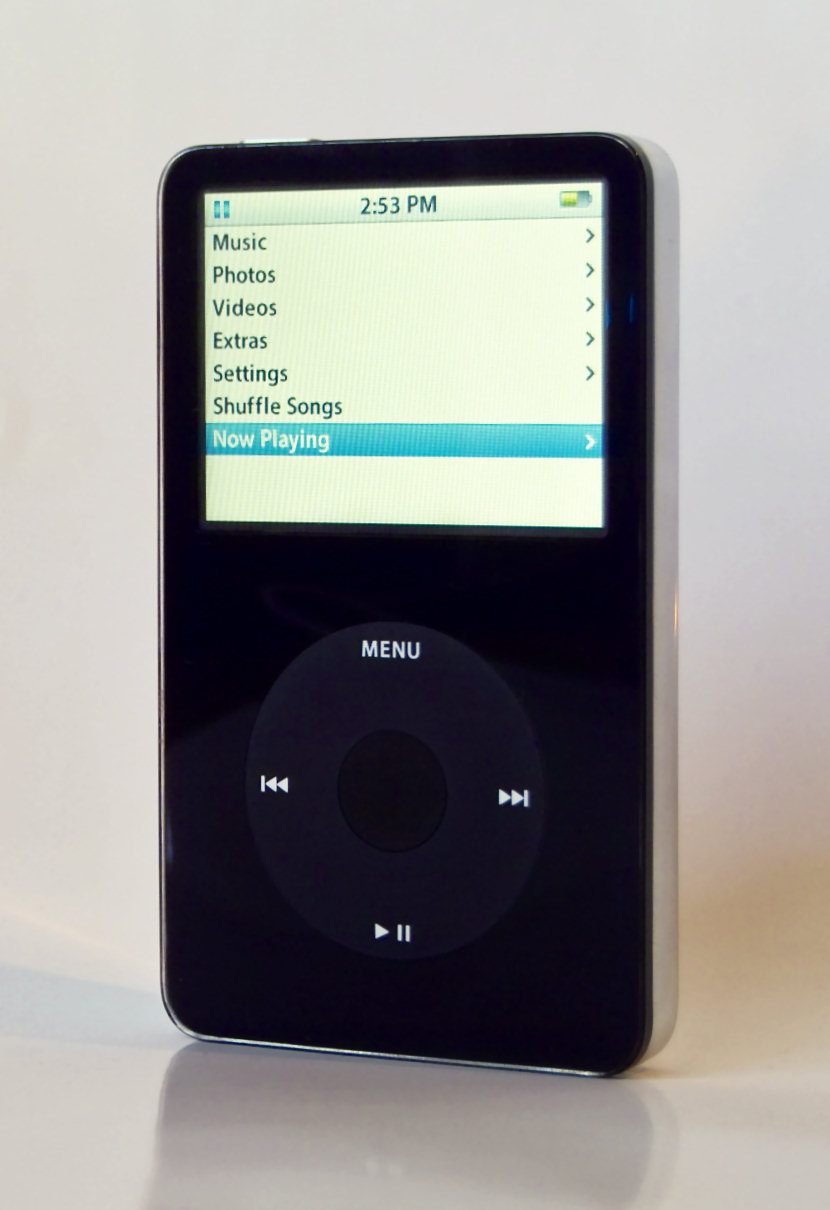
iPod video

在2005年10月12日，苹果举行了名为One more thing的特别发布会，宣布了第五代iPod，它具有播放MPEG-4和H.264影片的功能。新型号有30和60GB的两款，价格与前代保持一致为$299和$399。
它的显示屏能显示320x240，65,536色，且能通过耳机插口或底座上的插口外接AV线，将影片在电视上播放。现在的屏幕尺寸为2.5"，比前一代的iPod大0.5"。
据报，30GB的电池播放时间为14小时，60GB大约20小时。看电影的话，电池播放时间将分别缩减到2小时和3小时。
点击轮的设计与前一代相同，但是比过去的要小。
耳机插口被移到了iPod顶端的右边，而锁定开关被移到了左边。
如iPod nano一样，它同时有两款颜色：白与黑。同时不再具有遥控接口，而最新的通用底座上能使用苹果最新推出的遥控。
第五代iPod同时包括一个很薄的塑料外壳，可能是对iPod nano外壳非常容易刮伤的對應方案。

#### 新型
新型的第五代iPod在外型上和舊型的沒有差別，但是規格有作一些改變：
1. 保留30GB的機型，但是取消60GB，由80GB的機型取代（厚度不變，跟60GB的一樣）。
2. 電池續航力增加：蘋果網站表示，（電池完全充滿）30GB機型的音樂播放時間延長到14小時，有音樂的幻燈片秀播放時間延長到4小時，影片播放時間延長到3.5小時；80GB機型則各為20小時、6小時和6.5小時
3. 透過7.0版的iTunes連到iTunes Store可下載新款遊戲（舊型的版本更新後也可以使用）
4. 亮度比舊機型增加60%
5. 可以自行設定「亮度」（舊型的版本更新後也可以使用）
6. 增加「搜尋」功能（只限於搜尋英文以及數字）
7. 增加「快速索引」功能（英文首字母索引），在歌曲、專輯或其它有大量選項的窗口中，通過快速滑動手指啟動此功能（舊型的版本更新後也可以使用）

### 第六代（iPod classic）

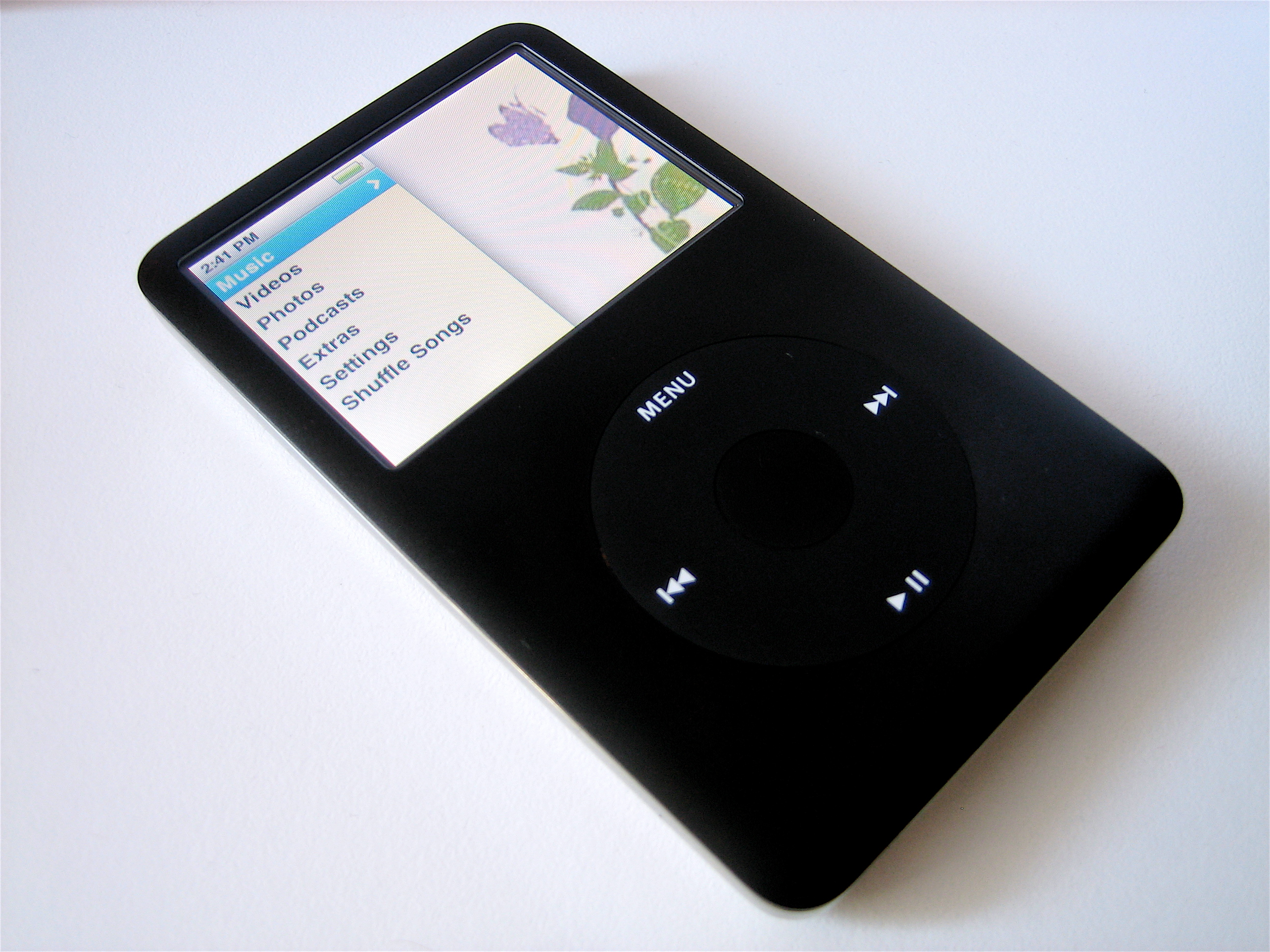
iPod classic

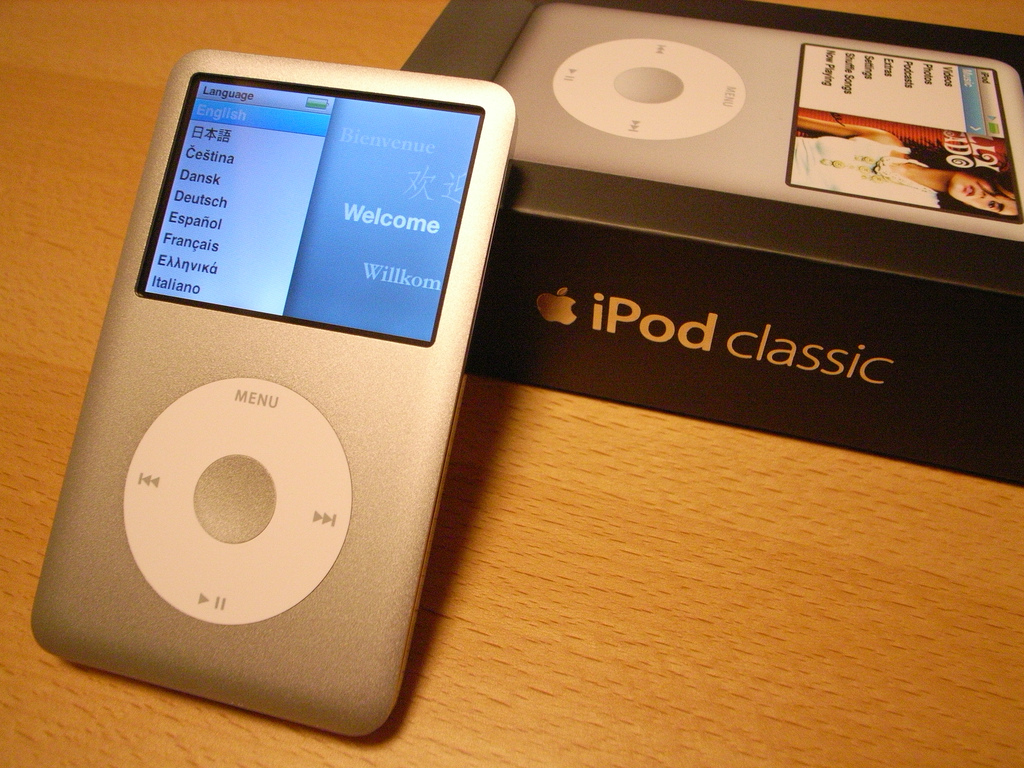
iPod classic（改良第二版）

iPod classic由iPod video更名而來，外形上大小不變，厚度變得更薄了些，但是規格和操作界面上有做不少改變：
1. 外形上铝质外壳的材質由光澤的變為亞光，邊緣部分做成弧面的了，似乎不易刮花。
2. 80GB（US$249）機型延續了原本30GB機型的厚度再更薄些，160GB（US$349）機型延續了原本的80GB機型的厚度再更薄些。
3. 音樂播放時間最長延長到30/40小時，電影播放時間最長延長到5/7小時。
4. 出厂內置遊戲為Vortex, iPod Quiz，和Klondike
5. 瀏覽界面被平分為左右兩半，左邊為主導航界面，右邊為預覽界面，并支持Cover Flow（此功能在未进行硬件升级前会比较费电）功能。
6. 播放歌曲時，窗口界面由平面效果變為立體效果。
7. 保留「搜尋」功能（只限於搜尋英文）
8. 系統字體由Myriad Pro改成Helvetica。
9. 顏色有黑色及銀色兩種。

#### 改良第一版
2008年9月蘋果發表了新的iPod classic，外形上大小及厚度完全不變，取消了原本較厚的160GB款式，而原本的薄型款式－80GB升級為120GB，並且以一樣的價錢販售（US$249），並做了以下改變：
1. 音樂播放時間最長延長到36小時，電影播放時間最長延長到6小時。
2. 支援iTunes 8新功能：Genius功能。

#### 改良第二版
2009年9月蘋果發表了新的iPod classic，將原有的120GB版升級為160GB，價格與原有的120GB款式相同（US$249），并支持iTunes 9的Genius Mixes新功能。此版本iPod classic為最後一款，販售至2014年9月從蘋果的線上商店下架為止。

## 資料來源
1. ↑  iTunes Store （页面存档备份，存于）（英文）
2. ↑  . The Independent. 2014-09-12  [2014-09-12]. （原始内容存档于2014-09-11）.
3. ↑  . Forbes. 2014-09-11  [2014-09-12]. （原始内容存档于2014-09-12）.
4. 1 2  當時發售的新聞稿 （页面存档备份，存于）（英文）
5. ↑  iPod U2 Special Edition （页面存档备份，存于），Apple Inc.
6. ↑  The Complete Harry Potter （页面存档备份，存于），iTunes Store